# IWRG
IWRG（International Wrestling Revolution Group）は、メキシコのメヒコ州ナウカルパンを拠点としているプロレス団体。

## 歴史
1995年、アドルフォ・モレノが設立。
1996年1月1日、ナウカルパンにある競技場「アレナ・ナウカルパン」で旗揚げ戦を開催。
2007年、アドルフォの死後、息子のアルフォンソ・モレノとマルコ・モレノが引き継いでいる。

## 日本との関係
1997年、闘龍門との業務提携を発表。
2007年2月22日、全日本プロレスの新人選手であるKAI、大和ヒロシ（YAMATO）のデビュー戦がIWRGで行われた。
2019年12月5日、プロレスリング・ノアとのパートナーシップ契約を発表。

## タイトル
- IWRGインターコンチネンタル・ヘビー級王座
- IWRGインターコンチネンタル・ミドル級王座
- IWRGインターコンチネンタル・スーパーウェルター級王座
- IWRGインターコンチネンタル・ウェルター級王座
- IWRGインターコンチネンタル・ライト級王座
- IWRGインターコンチネンタル・タッグ王座
- IWRGインターコンチネンタル・トリオ王座
- IWRGインターコンチネンタル女子王座

## 所属選手
- アストロ・レイ・ジュニア（Astro Rey, Jr.）
- アポロ・エストラーダ・ジュニア（Apolo Estrada, Jr.）
- アルファ・ウルフ（Alpha Wolf）
- イホ・デ・カニスルプス（Hijo de Canislupus）
- イホ・デ・ドクトル・ワグナー・ジュニア（Hijo de Dr. Wagner Jr.）
- インフィエルノ・キッド・ジュニア（Infierno Kid, Jr.）
- ヴィオレンシア・ジュニア（Violencia, Jr.）
- ウルトラマン・ジュニア（Ultraman, Jr.）
- エスペクトロ・ジュニア（Espectro Jr.）
- エル・イホ・デ・エレア・パーク（El Hijo de L.A. Park）
- エル・イホ・デ・ドス・カラス（2代目）（El Hijo de Dos Caras）
- エル・イホ・デル・パンテーラ（El Hijo del Pantera）
- オロ・デ・ティグレ・ジュニア（Ojo de Tigre, Jr.）
- カオマ・ジュニア（Kaoma, Jr.）
- カネック・ジュニア（Canek Jr.）
- カルタ・ブラバ・ジュニア（Carta Brava, Jr.）
- ガレノ・デル・マル（Galeno del Mal）
- シエン・カラス・ジュニア（Cien Caras, Jr.）
- セレブロ・ネグロ・ジュニア（Cerebor Negro Jr.）
- ドラゴン・ベイン（Dragon Bane）
- ピラタ・モルガン・ジュニア（Pirata Morgan, Jr.）
- ブルー・モンスター・ジュニア（Blue Monster Jr.）
- フレセロ・ジュニア（Fresero Jr.）
- マトリックス・ジュニア（Matrix Jr.）
- マルディート・ジュニア（Maldito Jr.）
- リスマルク・ジュニア（Lizmark Jr.）
- レイ・アルコン・ジュニア（Ray Archon Jr.）